# Entrada de toros y caballos
La Entrada de toros y caballos es una fiesta popular española que se celebra en la localidad castellonense de Segorbe (Comunidad Valenciana) resultado de la evolución del traslado de reses para ser corridas en un recinto cerrado o plaza de toros. 

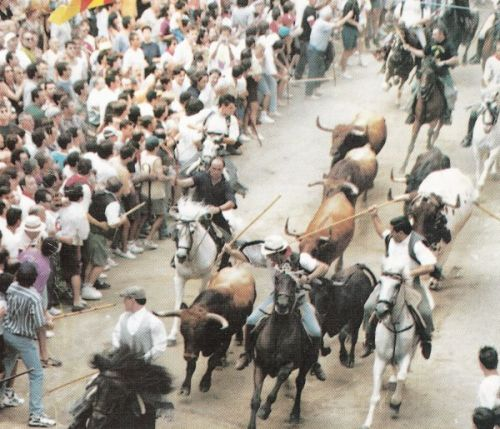
La entrada a la altura de la Casa Garcerán.

Esta celebración está declarada Fiesta de Interés Turístico, Fiesta de Interés Turístico Internacional y Bien de Interés Cultural Inmaterial.

## Descripción del festejo
Este encierro, que se realiza entre la torre de Bochí hasta la tanca de Correos (entre la plaza de la Cueva Santa y la de San Pedro) y en el que participan seis toros bravos, consta de dos elementos diferenciadores sobre otros festejos de similares características que se celebran en otros puntos de España:
- Participan caballos montados por expertos jinetes cuya función principal es conducir la manada a la plaza sin que inguna res se detenga o desvíe del recorrido.

- A lo largo del recorrido no existe ningún tipo de barrera que delimite el encierro ya que estas son suplidas por murallas humanas que delimitan el camino a seguir por los toros y los caballos.

Respecto a la duración, este encierro oscila los 40-45 segundos, desde la salifa de los toros , siempre a las 14h. 
La duración de este acto, que es el más relevante de la semana taurina de Segorbe (segundo sábado de septiembre), oscila los 40-45 segundos desde la salida de los toros desde la plaza de los Mesones hasta la puerta de entrada en la plaza de la Cueva Santa y se inicia a las 14h.

## Origen y evolución histórica
La fecha exacta en la que se originó esta celebración en Segorbe es desconocido, si bien los estudios realizados hasta la fecha encuentran datos que acreditan la existencia de fiestas con toros en el municipio en 1386 estructuradas en torno a la advocación de San Juan y San Pedro.
Estas fiestas se siguen mantenindo durante los siglos siguientes, hecho que se acredita a través de las cuantiosas fuentes documentales que narran escenas de reparación de corrales, de escenas transcurridas en la plaza donde tenían lugar las fiestas con toros...
La primera imagen fotográfica de la que se tiene constancia relativa a una entrada de toros en el municipio es de 1894 y, al parecer, fue tomada por el fotógrafo francés Julio Derrey.
Respecto a la finalidad de esta costumbre, ésta era la realización de un proceso de selección y traslado de los toros a la plaza, para su posterior lidia, desde los corrales situados en el río, a más de un kilómetro del pueblo. Este acto se asemeja al que se realizaba en otros puntos de España, como es el caso de Soria, con el famoso traslado de las reses desde Valonsadero el «Jueves de la Saca».
Esta costumbre, fue evolucionando hasta convertirse en un espectáculo ritualizado convirtiéndose en un símbolo y un atractivo turístico del municipio.

## Actos en los que se divide la celebración

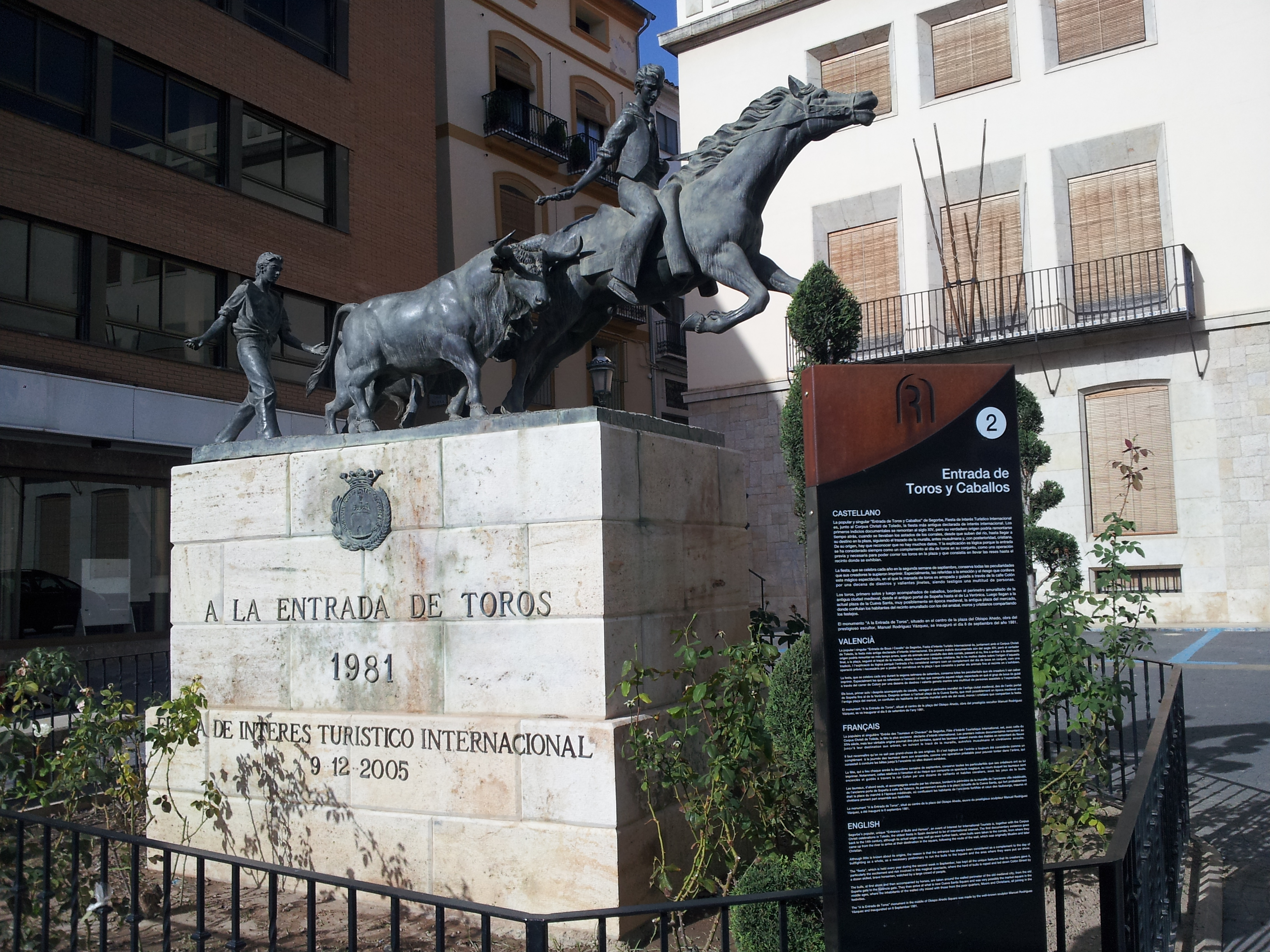
Monumento a la Entrada de toros y caballos.

- Subida del Rialé Sobre las doce del mediodía, se inicia el recorrido de la manada desde los corrales situados en las cercanías de la pedanía de Peñalba a la otra parte del río hasta el corral provisional situado al final de la calle del Argén. Para ello se recorre el camino conocido como el Rialé por una manada tranquila que a paso ligero es observada por una infinidad de curiosos.[6]

- La tria A los pies de la torre del Botxí se seleccionan de entre toda la manada los seis toros que efectuaran la entrada ese día.[7]

- La reunión A las dos en punto, una carcasa marca el inicio de la entrada. Los toros realizan solos el giro de noventa grados (único punto del recorrido que está vallado por motivos obvios) que los lleva desde la calle del Argén a la plaza de los Mesones donde les esperan los jinetes a lomos de sus caballos para recogerlos y guiarlos hasta la plaza de la Cueva Santa.[8]

- La carrera propiamente dicha tiene un recorrido de unos quinientos metros que los animales recorren en un minuto aproximadamente y que discurre en su mayor parte por la calle Colón hasta el ruedo provisional situado en la plaza de la Cueva Santa. Durante todo el recorrido el público (unas veinte mil espectadores) ocupa toda la calle apartándose a un lado sólo instantes antes del paso de la manada sirviendo por tanto de barrera que impide la fuga de los animales. Justo antes de la llegada a la plaza de la Cueva Santa, los caballistas se echan a un lado dejando que los toros entren en solitario a la plaza, siendo encerrados allí.[9]

- El desfile de los caballistas Una vez finalizada la entrada, los caballistas participantes en el festejo recorren en sentido inverso las calles que forman parte del recorrido de la entrada para recibir los aplausos del público.[10]

## Reconocimientos
- En diciembre de 1985 se declaró la entrada de toros y caballos de Segorbe como Fiesta de Interés Turístico.[11]

- El 9 de diciembre de 2005, el secretario general de Turismo, Ramón Martínez Fraile, firmó la resolución que otorgó a la entrada de toros y caballos de Segorbe la consideración de Fiesta de Interés Turístico Internacional.[12][13]

- El 4 de febrero de 2011, la Generalidad Valenciana declaró la entrada de toros y caballos de Segorbe como Bien de Interés Cultural Inmaterial.[14][15]